# Avvelenamento da calcio antagonisti
Per avvelenamento da calcio antagonisti, intossicazione da calcio antagonisti od overdose da calcio antagonisti s'intende un fenomeno tossico causato dall'eccessiva assunzione, accidentale o volontaria, di farmaci del gruppo dei calcio antagonisti. Gli effetti principali di questa forma di intossicazione sono rappresentati dal rallentamento del battito cardiaco e dall'abbassamento della pressione sanguigna, che nel tempo possono evolvere in un arresto cardiaco vero e proprio. Altri sintomi includono: nausea, vomito, sonnolenza e difficoltà nella respirazione. La sintomatologia generalmente si manifesta nelle prime sei ore dall'ingestione, ma per alcuni tipi di formulazione dei medicinali, gli effetti possono essere posticipati anche fino a 24 ore.
Esistono varie tipologie di trattamento di questo tipo di avvelenamento da farmaci. Di queste fanno parte i tentativi di ridurre l'assorbimento del farmaco come: l'assunzione di carbone attivo per via orale immediatamente dopo l'ingestione, o la lavanda gastrica completa in caso di assunzione di forme a rilascio prolungato. Il vomito forzato è generalmente non raccomandato. I trattamenti farmacologici mirati al trattamento degli effetti tossici includono: fluidoterapia endovenosa, calcio gluconato, glucagone, alte dosi di insulina, agenti vasocostrittori ed emulsioni lipidiche. L'ossigenazione extracorporea a membrana rappresenta un'altra alternativa terapeutica.
Nel 2010 negli Stati Uniti sono stati registrati oltre diecimila casi di intossicazione da calcio antagonisti. Insieme all'intossicazione da beta bloccanti e digossina, quella da calcio antagonisti è la forma di overdose da farmaci con il più alto tasso di mortalità. Questo tipo di farmaci sono stati introdotti nel mercato fra gli anni '70 e '80, e sono fra i pochi per i quali l'ingestione di una singola pillola è sufficiente a causare la morte di un bambino in età pediatrica.

## Segni e Sintomi
La maggior parte di persone che hanno ingerito una dose troppo alta di calcio antagonisti presentano rallentamento del battito cardiaco ed abbassamento della pressione arteriosa, che nel tempo possono esitare in un arresto cardiaco. Altri sintomi includono: nausea, vomito, sonnolenza e difficoltà nella respirazione. La sintomatologia generalmente si manifesta nelle prime 6 ore dall'ingestione, ma per alcuni tipi di formulazione dei medicinali, gli effetti possono essere posticipati anche di un giorno. Le convulsioni sono rare nei soggetti adulti, ma più frequenti nei bambini.

## Cause
I calcio-antagonisti, anche conosciuti come "bloccanti dei canali al calcio", trovano applicazione in campo medico nel trattamento di numerose patologie. Per questo motivo possono pertanto essere facilmente reperiti dai bambini nell'abitazione di molte persone, rappresentando un pericolo non indifferente per la salute dei bambini. In età pediatrica infatti, l'ingestione di una singola pillola di calcio-antagonisti può avere gravi conseguenze sulla salute, inclusa la morte. Il calcio-antagonista responsabile del più alto numero di morti registrate negli Stati Uniti nel 2010 è il verapamil. Questo farmaco è infatti potenzialmente il più pericoloso per la funzionalità cardiaca nella sua categoria di appartenenza.

## Diagnosi
Non sono in genere disponibili test diagnostici del sangue o delle urine. L'avvelenamento da calcio-antagonisti causa spesso un innalzamento della glicemia che è pertanto considerato un parametro che permette di determinare la gravità dell'intossicazione.

### Elettrocardiogramma
L'intossicazione da calcio-antagonisti provoca numerose anomalie elettrocardiografiche, la più comune delle quali rappresentata dalla bradicardia sinusale. Altre anomalie comprendono: Sindrome del QT lungo, blocco di branca, blocco atrioventricolare di I grado e tachicardia sinusale.

### Diagnosi differenziale
Potrebbe non essere possibile distinguere un'overdose da calcio-antagonisti da quella con beta bloccanti per via della sintomatologia estremamente similare.

## Trattamento
La terapia di un paziente in avvelenamento da calcio-antagonisti può risultare particolarmente ostica. I normali trattamenti utilizzati per la terapia dell'ipotensione e della bradicarida possono infatti rivelarsi inefficaci. I soggetti che non mostrano sintomi evidenti entro 6 ore dall'ingestione (24 nel caso di una forma a rilascio prolungato), non richiedono trattamenti medici ulteriori.

### Decontaminazione
Il carbone attivo è in genere raccomandato solo se la somministrazione avviene entro 1-2 ore dall'assunzione dei calcio-antagonisti. I soggetti che hanno ingerito formulazioni a lento rilascio altrimenti asintomatici, possono trarre invece giovamento dall'essere sottoposti a lavanda gastrica completa con glicole polietileinco. Il vomito forzato per mezzo di sostanze emetiche come lo sciroppo di ipecacuana non è invece raccomandato.

### Insulina
Alti dosaggi di insulina per via endovenosa unita a flebo di glucosio rappresentano la prima linea nel trattamento d'emergenza in caso di overdose. Poiché questo tipo di terapia può causare cadute improvvise dei livelli ematici di glucosio e potassio, è necessario il monitoraggio continuo del paziente.

### Altro
Prove sperimentali e teoriche indicano che l'infusione di emulsioni lipidiche può risultare efficace nel trattamento dei pazienti in overdose da calcio-antagonisti. Il Blu di Metilene può anche essere utilizzato nei pazienti ipotesi non rispondenti ad altri trattamenti.

## Epidemiologia
Nel 2010 negli Stati Uniti sono stati registrati oltre 10.000 casi di potenziale intossicazione da calcio-antagonisti. I farmaci per il trattamento delle patologie cardiache rappresentano il 10% dei casi di morte da overdose. I tre farmaci per il trattamento di patologie cardiache con la più alta mortalità per overdose sono i calcio-antagonisti, i beta bloccanti e la digossina.